# 창서우루역 (상하이시)
창서우루역(중국어: 长寿路站, 영어: Changshou Road station)은 중화인민공화국 상하이 푸퉈 구에 위치한 지하철 7호선, 13호선 역이다.